# کولنترامین
کولنترامین (به انگلیسی: Coelenteramine) یک ترکیب شیمیایی با شناسه پاب‌کم ۵۳۷۸۰۳۴ است. 